# Chrysler M-Plattform
Als Chrysler M-Plattform (in den USA auch: M-Body) wird eine Familie von Fahrzeugen des amerikanischen Automobilherstellers Chrysler bezeichnet, die zwischen 1977 und 1989 in unterschiedlichen Ausführungen über die Marken Chrysler, Dodge und Plymouth vertrieben wurde. Die technisch einfachen und über die Jahre kaum modifizierten Fahrzeuge der M-Plattform waren eng mit den 1976 vorgestellten Modellen Dodge Aspen und Plymouth Volaré verwandt. Bei ihrer Einführung waren sie als „small luxury cars“ oder „mid-size-cars“ unterhalb der zur B-Plattform gehörenden Intermediates und der noch größeren Fullsize-Modelle der C- und R-Plattformen positioniert; in den 1980er Jahren stellten sie dagegen die mit Abstand größten Personenwagen der Chrysler Corporation dar. Von der M-Plattform wurden einige weitere Modellreihen der Chrysler Corporation abgeleitet.

## Der Hintergrund

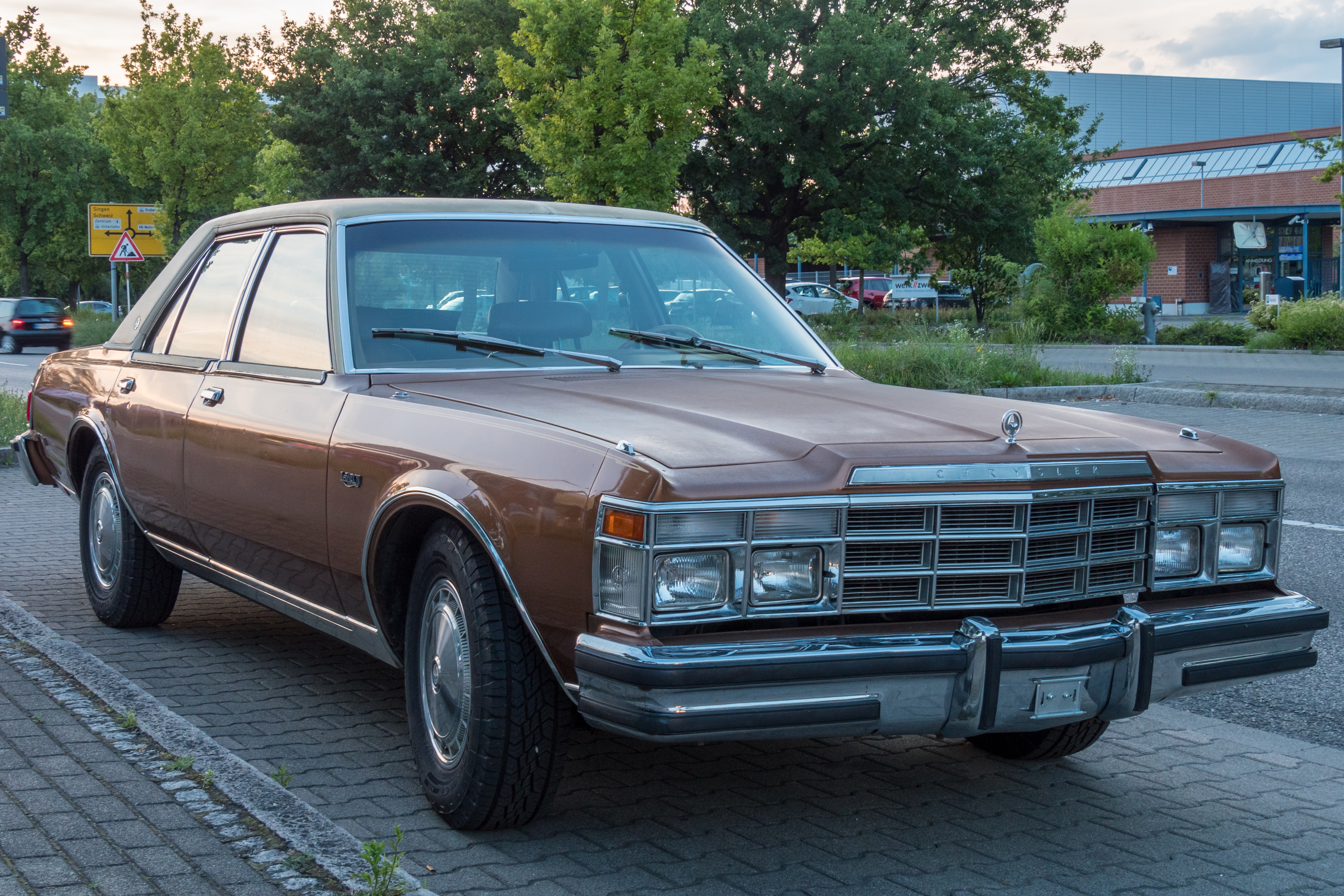
Vergleichsweise kleines Luxusmodell auf der M-Plattform: Chrysler LeBaron

Die Ölkrise führte Mitte der 1970er Jahre in den USA zu einem gesteigerten Interesse an kleineren, aber gut ausgestatteten Fahrzeugen. Nachdem zunächst einige Importfahrzeuge wie der Mercedes-Benz „Strich Acht“ den Markt allein bedient hatten, traten mit dem Mercury Monarch oder dem weit exklusiveren Cadillac Seville zunehmend auch einheimische Konstruktionen erfolgreich in diesem Segment an. Chrysler konnte bis Mitte der 1970er Jahre kein entsprechendes Modell anbieten: Einerseits waren die Fahrzeuge der B-Plattform deutlich größer als der Markt es erforderte, anderseits waren die kompakten Dodge Dart und Plymouth Valiant (A-Plattform) veraltet, und ihre Nachfolger Dodge Aspen und Plymouth Volaré (F-Plattform) waren in einem niedrigeren Preissegment angesiedelt. Die sich so ergebende Lücke im Chrysler-Angebot sollte durch die Modelle der M-Plattform geschlossen werden. Im Laufe der Jahre verschwamm die anfängliche Positionierung der M-Plattform zunehmend. Die Chrysler Corporation leitete immer neue Variationen ab, die letztlich sowohl den Bereich der günstigen Einsteiger- und Flottenmodelle als auch das Segment der Luxusfahrzeuge abdeckten.
Die M-Plattform war geschickt positioniert. Mit ihren nicht zu großen Dimensionen lag sie zwischen den Kompaktmodellen und den klassischen Intermediate-Fahrzeugen und war somit für Kunden beider Marktbereiche interessant.

## Die Technik der M-Plattform

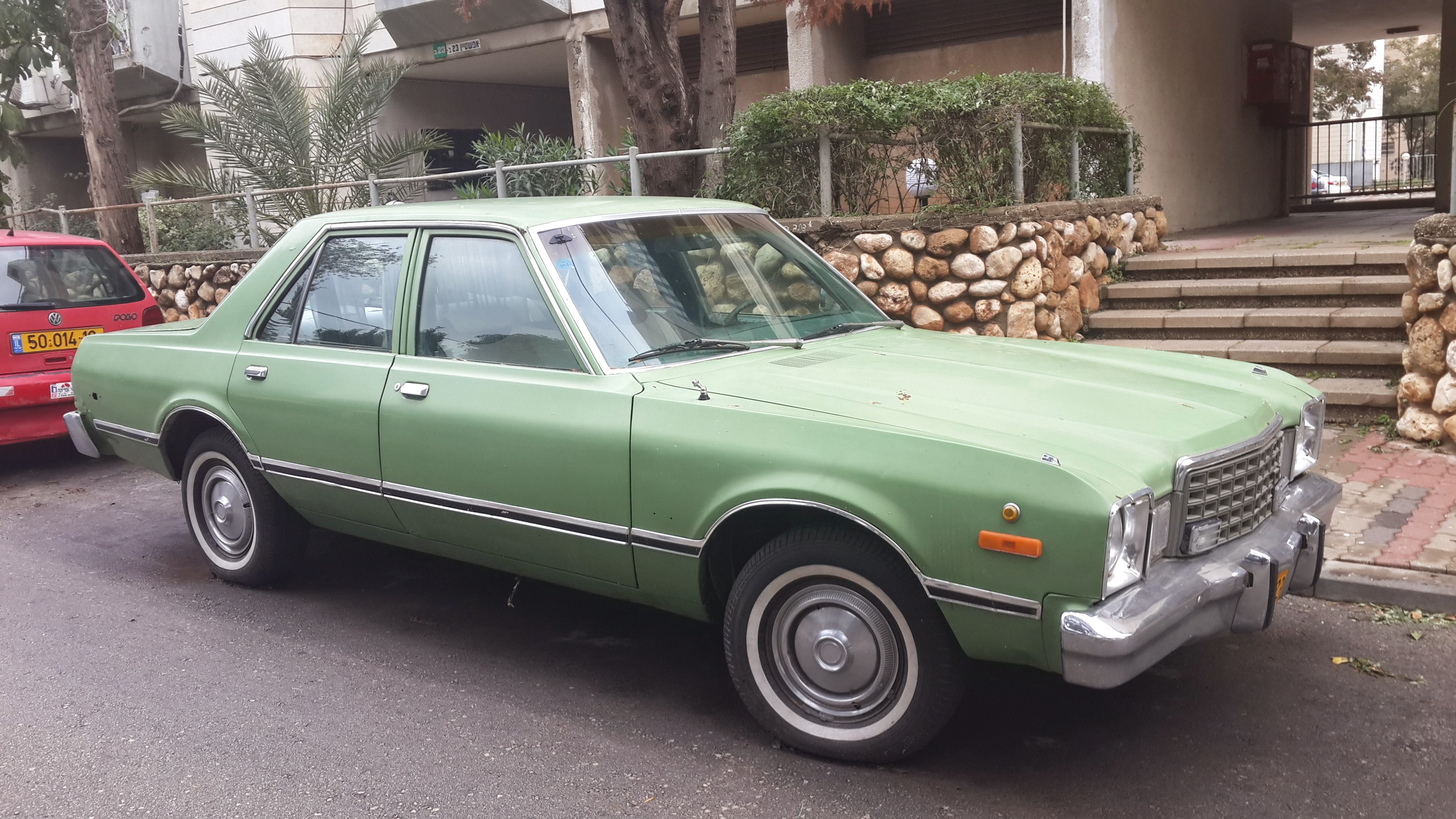
Technische Basis für die M-Plattform: die 1976 vorgestellte F-Plattform, hier in der Version des Plymouth Volaré.

Die Fahrzeuge der M-Plattform glichen technisch weitgehend den ein Jahr zuvor den präsentierten Modellen Dodge Aspen und Plymouth Vorlaré der F-Plattform. Da Chrysler für die M-Plattform die Rohkarosserie der F-Plattform nahezu vollständig übernahm, waren die grundlegenden Dimensionen beider Baureihen sehr ähnlich. Der Radstand der Limousinen stimmte überein, und die meisten technischen Komponenten wie Fahrwerk, Bremsen usw. waren gleich. Das galt auch für einige Teile der Karosserie und der Verglasung, Angesichts der technischen Übereinstimmungen zwischen M- und F-Plattform war die eigenständige Bezeichnung der neuen Baureihe im Grunde nicht gerechtfertigt. Dass die neue Baureihe gleichwohl nicht als bloße Variante der F-Plattform geführt wurde, sondern eine eigene Bezeichnung erhielt, lag daran, dass der Aspen und der Volaré in ihren ersten Produktionsjahren an erheblichen Qualitätsmängeln litten, die dem Ruf des Unternehmens schadeten. Indem Chrysler den neuen Modellen die Bezeichnung M-Plattform gab, sollte ihre Verwandtschaft zur F-Plattform verschleiert werden, um ihren Absatz nicht zu gefährden.

### Fahrwerk
Die Vorderräder waren einzeln an Doppelquerlenkern aufgehängt und mit Drehstäben gefedert, die quer vor der Achse lagen. Hinten verwendete Chrysler eine an Blattfedern geführte Starrachse. Dies
entsprach der vergleichsweise jungen Konstruktion der F-Plattform des Dodge Aspen und Plymouth Volaré; sie sollte auch den kompakten Modellen das Fahrgefühl eines großen Wagens („big car ride“) geben.
Die Verwendung von Blattfedern ist hier – auch wenn europäische Berichterstattung dies oft nicht erfasst – weder zeit- noch marktüblich. Konkurrent und Marktführer General Motors hat längs angeordnete Blattfedern nach 1959 nur noch auf den kompakten X- und F-Plattformen und nach 1982 gar nicht mehr verwendet (ausgenommen Fullsize-Kombis von 1971–1976), die Ford Motor Company auf Fullsize-Fahrzeugen bis 1964, auf Midsize-Fahrzeugen bis 1971 und auf dem Mustang bis 1978. Schon vor der Markteinführung des M-Bodys war diese Art der Achsaufhängung in den USA veraltet.
Auch die Vorderachskonstruktion der M-Plattform ist ungewöhnlich: Die M-Body-Vorderachse ist eine „Weiterentwicklung“ das Chrysler „Torsion-Aire“-Systems („Torsion-Quiet“ ab 1971), das Chrysler seit 1957 in seiner gesamten Produktpalette verwendet hatte. Torsion-Aire-Achsen hatten längsgerichtete Drehstäbe, die hinten am Kabinenboden (oder einem Hilfsrahmen) verankert waren, und gleichzeitig dem unteren Querlenker als hinteres Drehlager dienen. Vorne ist der Querlenker mit einem Zapfen im Fahrschemel, dem sogenannten K-Member, geführt. Der Querlenker wurde mit einer Zugstrebe zusätzlich mit dem K-Member verbunden. In der für den F- und M-Body konstruierten Achse sind die Drehstäbe quer vor der Vorderachse montiert, und nicht wie in früheren Generationen gerade, sondern L-förmig ausgeführt. Der abgewinkelte Teil leitet die Kraft in den Drehstab ein und dient zugleich als Zugstrebe der Radaufhängung.

### Antriebstechnik
Die Fahrzeuge der M-Plattform waren in unterschiedlichen Zeiträumen mit drei verschiedenen Motoren lieferbar.
- Zwischen 1977 und 1983 diente ein 3,7 Liter (225 Kubikzoll) großer Reihensechszylindermotor als Basistriebwerk. Seine Leistung betrug zunächst 100 PS (74 kW; 1977 bis 1979), später 90 PS (66 kW; ab 1980). Die mit diesem Motor ausgestatteten Fahrzeuge wurden allgemein als untermotorisiert empfunden. Ihre Höchstgeschwindigkeit lag bei nur 145 km/h, für die Beschleunigung von 10 auf 100 km/h brauchen die Autos über 23 Sekunden. Andererseits waren die Fahrzeuge vergleichsweise sparsam.[10] Dieses alte, in den 1960er Jahren konzipierte Triebwerk war 1983 selbst in Chryslers hochpreisigem New Yorker verfügbar.[11]

- Während der gesamten Produktionszeit waren die Modelle der M-Plattform mit einem 5,2 Liter (318 Kubikzoll) großen Achtzylindermotor lieferbar. Er war mit einem Doppelvergaser ausgestattet und leistete zwischen 120 (88 kW) und 145 PS (107 kW); die Leistungen schwankten in Abhängigkeit von den jeweiligen Abgasbestimmungen. Chrysler nahm hier mehrfach Anpassungen vor. Für den Einsatz in Polizeifahrzeugen gab es außerdem eine Ausführung mit einem Doppel-Registervergaser, die 165 (121 kW) oder 175 PS (129 kW) abgab.

- In den ersten drei Produktionsjahren war schließlich ein 5,9 Liter (360 Kubikzoll) großer Achtzylindermotor lieferbar, der 155 PS (114 kW) leistete.

Die beiden kleineren Motoren waren wahlweise mit einem manuell zu schaltenden Vierganggetriebe oder einer Dreigangautomatik lieferbar, der 5,9 Liter große Achtzylinder wurde ausschließlich mit einer Dreigangautomatik gekoppelt. Für die Automatikgetriebe waren unterschiedliche Getriebe- und Hinterachsübersetzungen lieferbar.

### Karosserien
Auf der M-Plattform entstanden drei verschiedene Karosserieformen, von denen zwei – das Coupé und der Kombi – nur fünf Jahre lang angeboten wurden.

#### Limousine

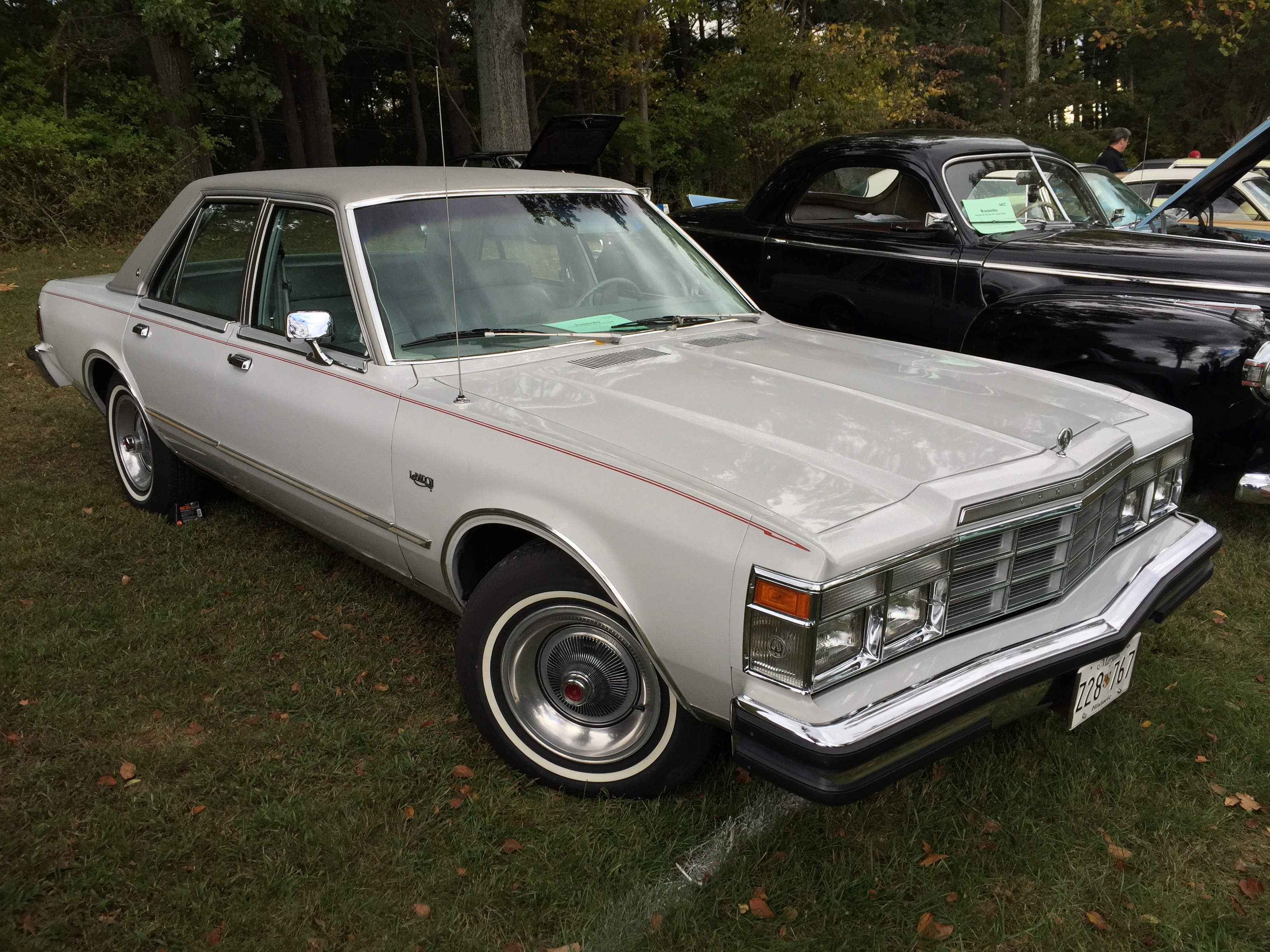
Viertüriger Chrysler LeBaron Sedan (1978)

Während des gesamten Produktionszeitraums war die M-Plattform als viertürige Limousine lieferbar. Der Aufbau hatte in seiner Grundstruktur Ähnlichkeiten mit dem Dodge Aspen und dem Plymouth Volaré. Die Frontpartie wurde im Laufe der Jahre mehrfach neu gestaltet; einzelne Chrysler-Divisionen nutzten nacheinander verschiedene Entwürfe. So übernahm beispielsweise Dodge für die dritte Serie des Diplomat die Frontpartie des Chrysler Le Baron, während die Frontpartie der zweiten Serie des Diplomat bei der Neuauflage des Plymouth Gran Fury wiederverwendet wurde.

#### Kombi
Zwischen 1978 und 1981 wurde zudem ein fünftüriger Kombi mit dem Radstand der Limousine angeboten.

#### Coupé

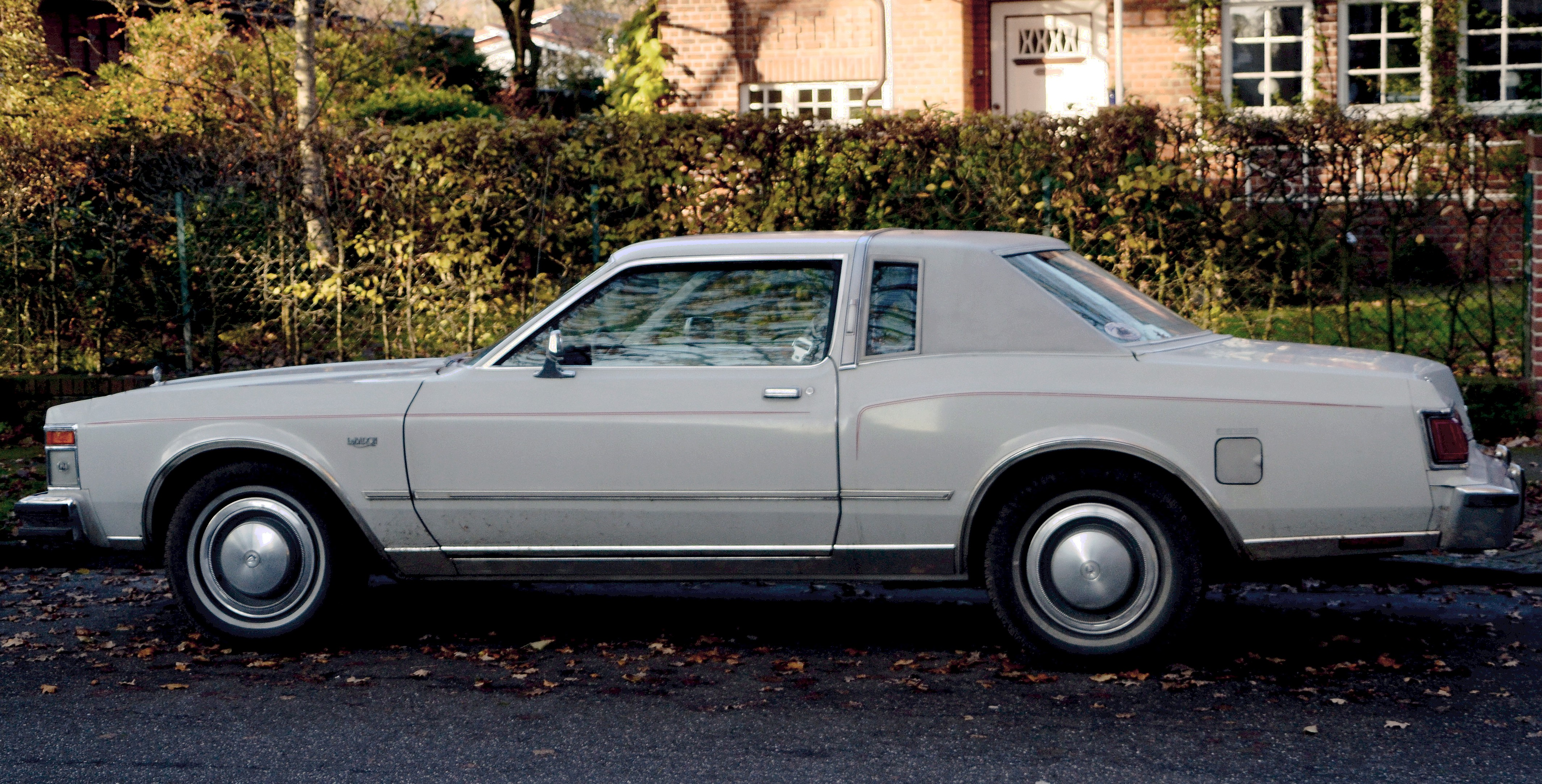
Coupé, erste Serie: Chrysler LeBaron (1979)

Anfangs gab es alternativ ein zweitüriges Coupé. In der ersten Ausführung unterschied sich das Coupé erheblich von der zweitürigen Ausführung der F-Plattform. Anders als die Aspen- und Volaré-Coupés, war es als Stufenheckcoupé gestaltet. Während die Aspen- und Volaré-Coupés einen gegenüber der Limousine verkürzten Radstand aufwiesen, behielt das M-Coupé den Radstand der Limousine bei. Die hinteren Kotflügel waren auffällig gewölbt gestaltet.
Zum Modelljahr 1980 wurde das Coupé überarbeitet. Es basierte nun auf dem kürzeren Radstand der F-Plattform-Coupés und erhielt eckige Linien. Von dieser Version wurde die zweite Serie des Chrysler Cordoba abgeleitet. Die Produktion des Coupés wurde nach dem Modelljahr 1981 eingestellt.

## Modellversionen für Nordamerika
Zwischen 1977 und 1989 boten Chrysler, Dodge und Plymouth eigene Versionen auf der Basis der M-Plattform an. Die Marktpositionierung war im Laufe der Jahre sehr unterschiedlich. Die Geschichte der einzelnen Modelle ist ein Beispiel für die in den 1970er und 1980er Jahren in Detroit übliche Praxis, Modellbezeichnungen nach Belieben auszutauschen und Positionierungen bekannter Fahrzeuge aus Marketinggründen zu ändern.

### Chrysler

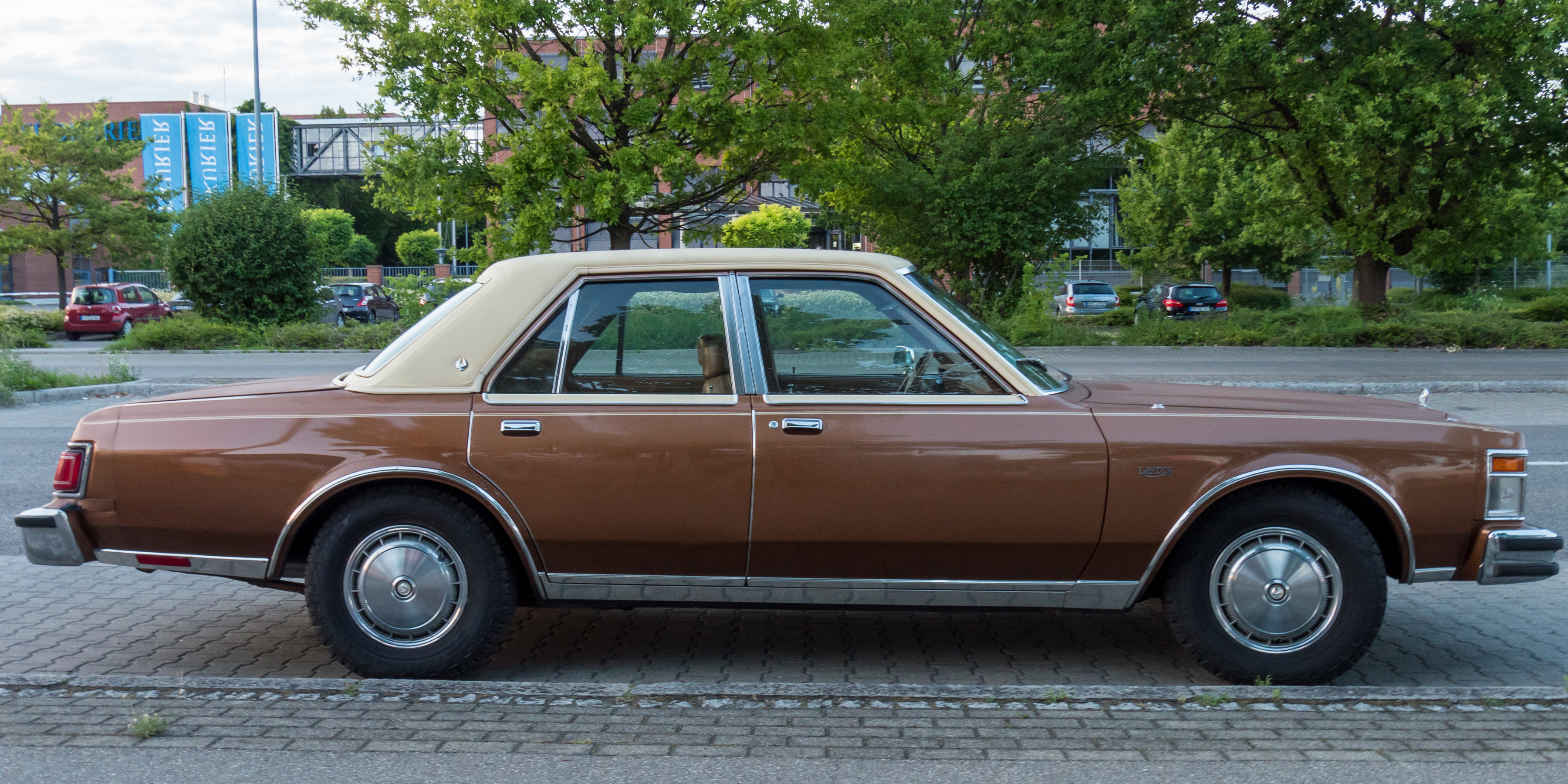
Früher Chrysler LeBaron Sedan

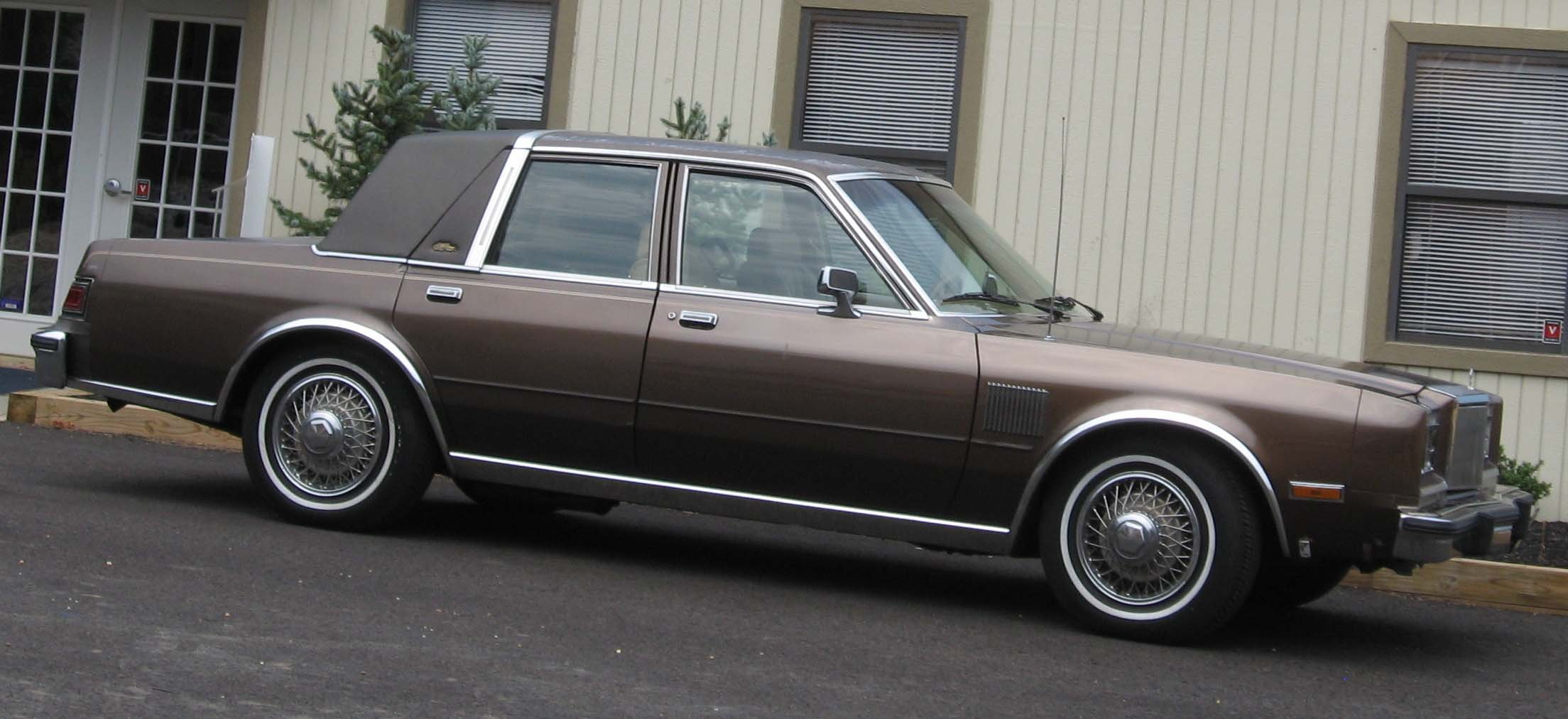
Weiterentwicklung zum Oberklassemodell der 1980er Jahre: Fifth Avenue

Bei Chrysler erschien die M-Plattform zwischen 1977 und 1989 unter vier verschiedenen Namen.
- → Hauptartikel: Chrysler LeBaron (M-Body)

Von 1977 bis 1981 wurde Chryslers Ableger der M-Plattform als LeBaron verkauft. Dieser auf den Karosseriehersteller LeBaron zurückgehende Name hatte bislang eine besondere Ausstattungsstufe bestimmter Chrysler-Modelle bezeichnet; nun wurde er erstmals zu einer eigenständigen Modellbezeichnung gemacht. Der Chrysler LeBaron war als Limousine, Coupé und Kombi erhältlich, wobei der Kombi in seiner höchsten Ausstattungsstufe unter der traditionsreichen Bezeichnung Town & Country angeboten wurde. Der LeBaron war bei seiner Vorstellung 1977 unterhalb der Fullsize-Modelle Newport und New Yorker angesiedelt, die anfänglich auf der großen C-Plattform und später auf der größenreduzierten R-Plattform basierten.
- Nachdem Ende 1981 die großen Newport- und New Yorker-Modelle eingestellt worden waren, übernahm Chryslers Version der M-Plattform 1982 die Bezeichnung New Yorker. Seit diesem Jahr war das Auto nur noch als Limousine lieferbar. Es war nunmehr der größte Personenwagen der Chrysler Corporation.

- Für das Modelljahr 1983 wurde der Traditionsname an eine Version des Version des K-Car weitergereicht, die Frontantrieb aufwies und deutlich kleiner dimensioniert war. Chryslers Version der M-Plattform blieb gleichwohl weiter im Programm; sie erhielt in diesem Jahr die Bezeichnung New Yorker Fifth Avenue. Damit wurde im Modelljahr 1983 der Name New Yorker für zwei gänzlich unterschiedliche Autos verwendet.

- Für das Modelljahr 1984 löste Chrysler die Verwirrung um die doppelte Verwendung von Bezeichnungen auf. Der Name New Yorker wurde nur noch von dem frontgetriebenen K-Car-Ableger verwendet, während die große, heckgetriebene Limousine künftig als Chrysler Fifth Avenue verkauft wurde. Diese Modellbezeichnung behielt das Auto bis zur Produktionseinstellung 1989 bei. Auch in den letzten Jahren gab es noch eine Reihe von Änderungen, die allerdings meist stilistischer Natur waren.[14]

### Dodge

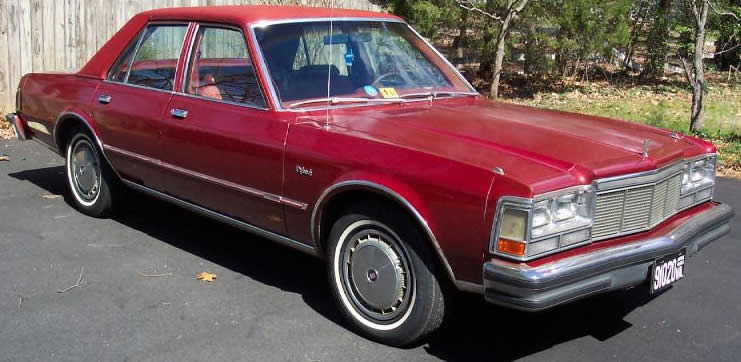
Dodge Diplomat Sedan, erste Serie

Die Dodge-Version der M-Plattform wurde von 1977 bis 1989 unter der Bezeichnung Dodge Diplomat angeboten. Bis 1981 gab es sie als Limousine, als Coupé (in zwei Versionen) und als fünftürigen Kombi, ab 1982 war er nur noch als Limousine lieferbar. Das Modell entstand in drei Serien, die sich unter anderem durch die Gestaltung der Frontpartie voneinander unterscheiden (1977–1980, 1980–1982, 1983–1989). Innerhalb der drei Chrysler-Marken nahm die Dodge-Variante des M-Body eine mittlere Stellung ein: Der baugleiche, aber sehr aufwändig ausgestattete Chrysler LeBaron und seine Nachfolger New Yorker bzw. Fifth Avenue waren deutlich teurer als der Diplomat, während der Plymouth Gran Fury die Basisversion darstellte und noch günstiger war als sein Dodge-Pendant. Zunächst war er unterhalb des deutlich größeren, auf der R-Plattform basierenden St. Regis positioniert; nach dessen Produktionseinstellung im Spätsommer 1981 war der Diplomat der größte Personenwagen im Dodge-Programm. Dodge baute insgesamt rund 411.000 Exemplare des Diplomat.

### Plymouth

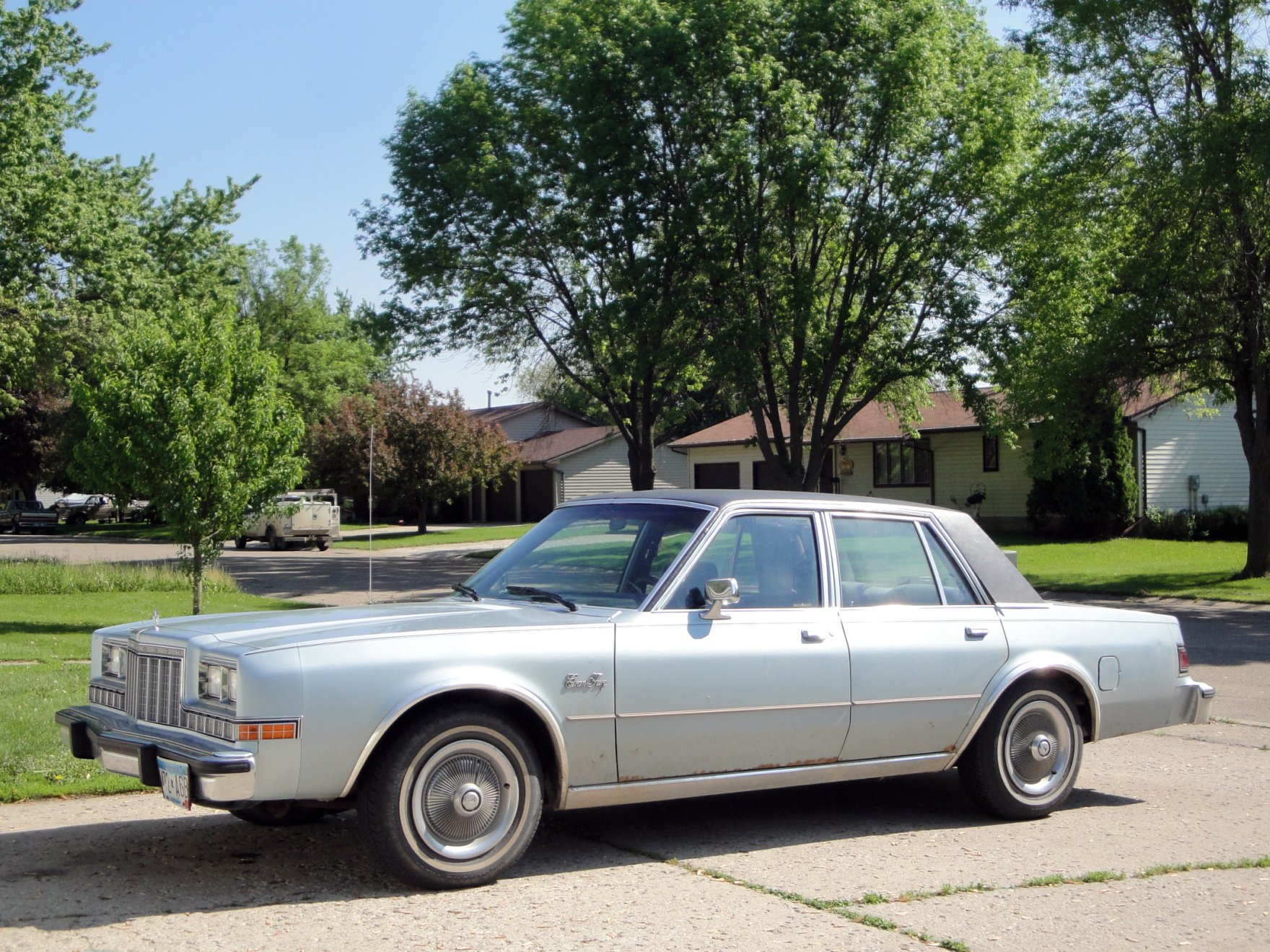
Plymouth Gran Fury (1987)

Anfänglich bot Plymouth auf dem amerikanischen Markt kein Fahrzeug auf der M-Plattform an. Erst als 1981 der große, auf der R-Plattform basierende Gran Fury eingestellt wurde, erkannte das Unternehmen den Bedarf nach einem preiswerten Modell unter dem Markenzeichen von Plymouth. Die 1982 vorgestellte Plymouth-Version übernahm die Bezeichnung Gran Fury. Sie stellte speziell für die Chrysler-Plymouth-Händler, die wegen der Trennung des Händlernetzes den Dodge Diplomat nicht anbieten konnten, eine preiswerte Ergänzung zum teuren Fifth Avenue dar.
In Kanada hingegen war bereits seit 1979 eine Plymouth-Version der M-Plattform verfügbar. Sie hieß anfänglich Plymouth Caravelle, später Caravelle Saloon (in Abgrenzung zu einer ebenfalls als Caravelle bezeichneten Version des K-Car).

## Marktaufnahme und Produktion

### Positionierung und Erfolge auf dem nordamerikanischen Markt

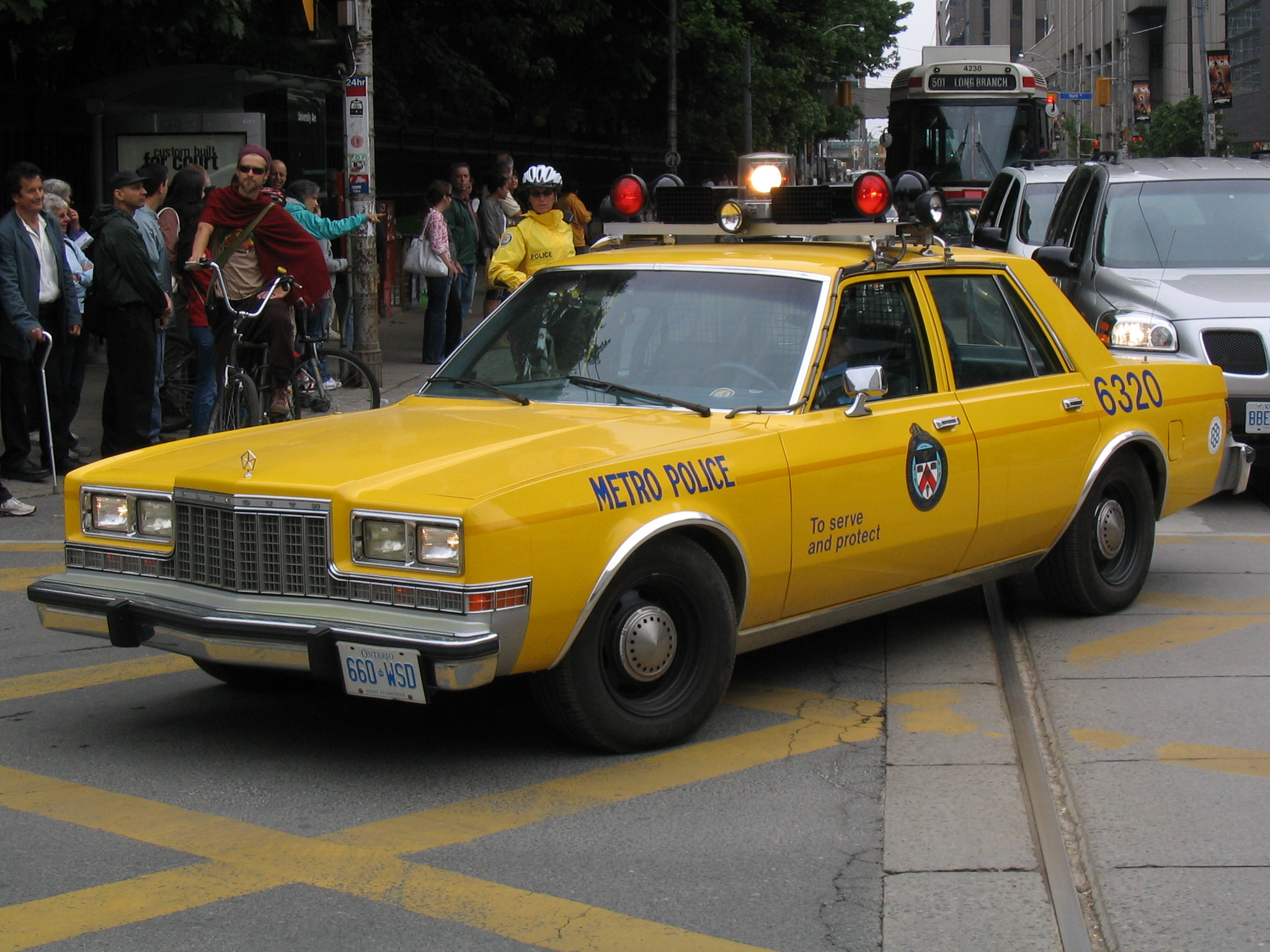
Zumeist als Behörden- oder Flottenfahrzeug verwendet: Der Plymouth Gran Fury, hier als Polizeiwagen in Toronto.

Die Markteinführung der M-Plattform erfolgte 1977; die von ihr abgeleiteten Autos blieben bis 1989 in Produktion.
Die M-Plattform war ein erfolgreiches Konzept der Chrysler Corporation. Die Konstruktion wurde 13 Jahre lang ohne wesentliche Änderungen produziert. Sie überlebte die F-Plattform, ihr technisches Vorbild, um neun Jahre. Sie erschien in einer Zeit, die für Chrysler schwierig war, und sicherte dem Unternehmen bis in die 1980er Jahre hinein kontinuierliche Verkäufe auf akzeptablem Niveau. Das war umso wertvoller, als der Markt die Autos akzeptierte, ohne größere und kostenintensive Modellpflegemaßnahmen zu fordern.
In den 13 Jahren ihrer Produktion machte die M-Plattform einen erheblichen Image-Wandel mit. Während das Auto anfänglich als innovatives, junges Fahrzeug vermarktet wurde, das leicht zu handhaben war beim Fahren Spaß bereitete, wurde in den 1980er Jahren zunehmend betont, dass die Fahrzeuge die traditionelle Interpretation der Ingenieurskunst darstellten und bewährte Eigenschaften wie Haltbarkeit, Zuverlässigkeit und den Komfort klassischer großer Limousinen fortführten. Chrysler versuchte mit dieser Hinwendung zu einem konservativen Marktsegment dem Umstand Rechnung zu tragen, dass das Auto seit seiner Vorstellung kaum überarbeitet worden war und in den 1980er Jahren, in denen die Konkurrenten auch in größeren Klassen moderne Frontantriebsfahrzeuge anboten, zunehmend als veraltet angesehen wurde.
Während des gesamten Produktionszeitraums waren die Chrysler-Modelle die erfolgreichsten Versionen der M-Plattform. Regelmäßig konnte Chrysler mehr als doppelt so viele Fahrzeuge absetzen wie Dodge; die Plymouth-Versionen waren wiederum regelmäßig deutlich erfolgloser als die Dodge-Modelle. Das erfolgreichste Jahr der M-Plattform war 1978; hier konnte Chrysler mehr als 125.000 Fahrzeuge vom Typ LeBaron absetzen. 1979, 1985 und 1986 wurden mehr als 100.000 Chrysler Fifth Avenue verkauft, und selbst 1988, im vorletzten Produktionsjahr, fanden noch über 40.000 Autos ihre Käufer. Insbesondere die Plymouth-Versionen, später aber auch die Dodge Diplomats, waren typische Flottenfahrzeuge, die von Behörden, Taxifahrern und Autovermietern gekauft wurden.

### Produktion
Die Fahrzeuge des M-Body wurden anfänglich in Chryslers eigenen Werken hergestellt. Ab 1981 erfolgte die Produktion demgegenüber im Auftrag bei dem Konkurrenzunternehmen AMC. Dessen Fabrik in Kenosha, Wisconsin, konnte die M-Bodies günstiger herstellen als Chryslers eigene Werke.

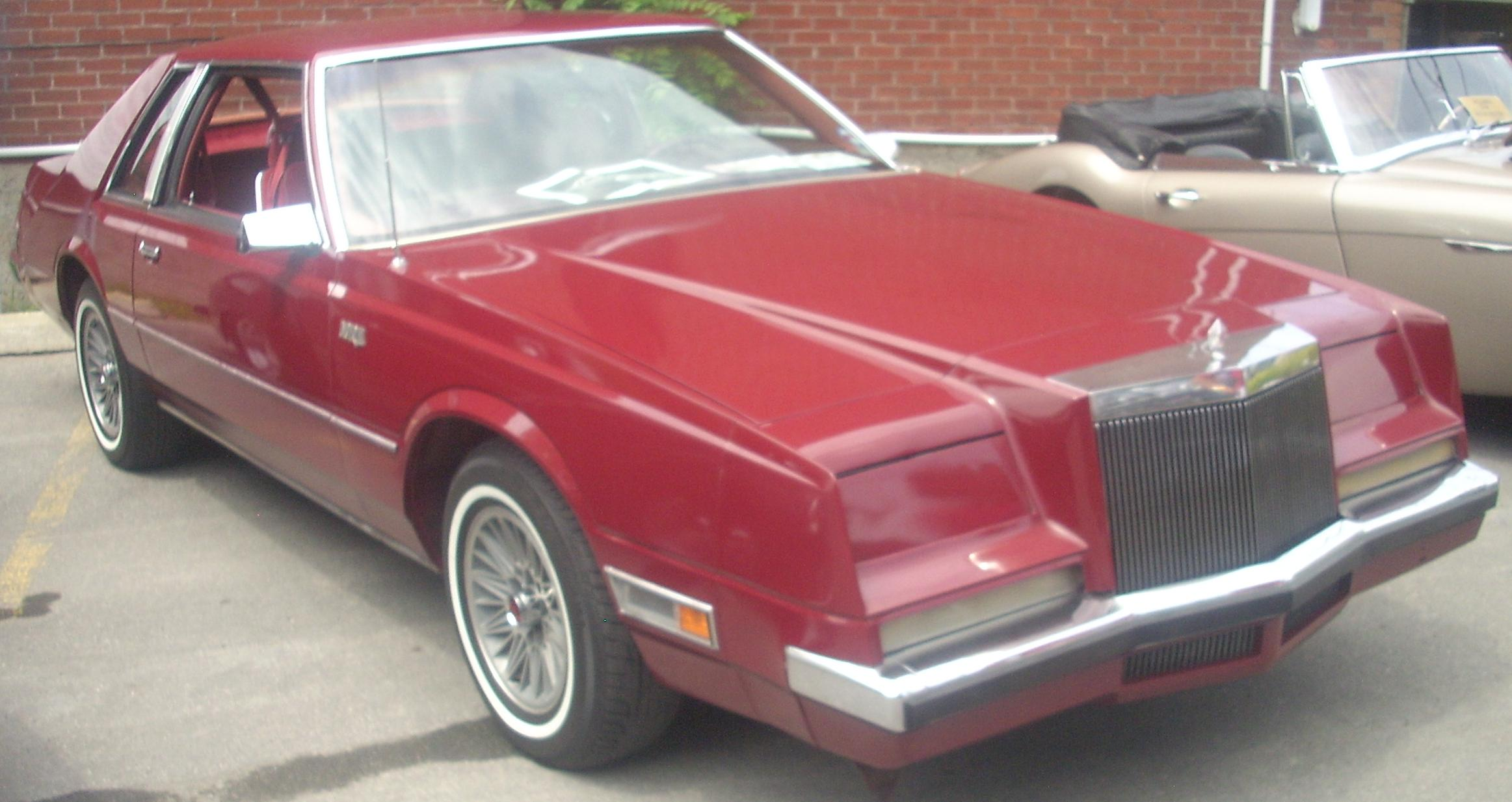
Mit der M-Plattform eng verwandt: Der Imperial von 1981

| Produktionszahlen aller M-Body-Modelle | Produktionszahlen aller M-Body-Modelle | Produktionszahlen aller M-Body-Modelle | Produktionszahlen aller M-Body-Modelle | Produktionszahlen aller M-Body-Modelle | Produktionszahlen aller M-Body-Modelle | Produktionszahlen aller M-Body-Modelle |
| Modelljahr                             | Chrysler LeBaron                       | Chrysler New Yorker                    | Chrysler New Yorker Fifth Avenue       | Chrysler Fifth Avenue                  | Dodge Diplomat                         | Plymouth Gran Fury                     |
| -------------------------------------- | -------------------------------------- | -------------------------------------- | -------------------------------------- | -------------------------------------- | -------------------------------------- | -------------------------------------- |
| 1977                                   | 116.935                                | -                                      | -                                      | -                                      | 37.552                                 | -                                      |
| 1978                                   | 150.908                                | -                                      | -                                      | -                                      | 78.552                                 | -                                      |
| 1979                                   | 105.044                                | -                                      | -                                      | -                                      | 53.879                                 | -                                      |
| 1980                                   | 62.591                                 | -                                      | -                                      | -                                      | 35.200                                 | -                                      |
| 1981                                   | 52.478                                 | -                                      | -                                      | -                                      | 24.170                                 | -                                      |
| 1982                                   | -                                      | 50.509                                 | -                                      | -                                      | 23.146                                 | 18.111                                 |
| 1983                                   | -                                      | -                                      | 83.501                                 | -                                      | 24.444                                 | 15.739                                 |
| 1984                                   | -                                      | -                                      | -                                      | 79.441                                 | 22.169                                 | 14.516                                 |
| 1985                                   | -                                      | -                                      | -                                      | 109.971                                | 39.165                                 | 19.102                                 |
| 1986                                   | -                                      | -                                      | -                                      | 104.744                                | 26.952                                 | 14.761                                 |
| 1987                                   | -                                      | -                                      | -                                      | 70.579                                 | 20.627                                 | 10.377                                 |
| 1988                                   | -                                      | -                                      | -                                      | 43.486                                 | 19.173                                 | 11.183                                 |
| 1989                                   | -                                      | -                                      | -                                      | 17.454                                 | 6.429                                  | 4.985                                  |
| Summe                                  | 431.616                                | 50.509                                 | 83.501                                 | 425.675                                | 411.458                                | 108.774                                |
| M-Body insgesamt                       | 1.511.592                              | 1.511.592                              | 1.511.592                              | 1.511.592                              | 1.511.592                              | 1.511.592                              |

## Ableitungen der M-Plattform
Einige weitere Chrysler-Modelle leiten sich unmittelbar von der M-Plattform ab. Hierzu gehört die sogenannte J-Plattform. Auf ihr beruhen der Chrysler Cordoba der zweiten Generation, der Dodge Mirada und der Imperial, ein nur in geringen Stückzahlen verkauftes Luxuscoupé der frühen 1980er Jahre.